# Néstor Kirchner
Néstor Carlos Kirchner (25. února 1950 Río Gallegos, Argentina – 27. října 2010 El Calafate, Argentina) byl argentinský politik a prezident republiky Argentina v letech 2003–2007. Od 3. prosince 2009 byl poslancem argentinského parlamentu za provincii Buenos Aires.
Néstor Kirchner se narodil v patagonském městě Río Gallegos v provincii Santa Cruz v rodině poštovního úředníka. Základní a střední vzdělání získal na místních školách a následně odešel studovat univerzitu v La Plata, kde v roce 1976 získal právnický titul. Při univerzitních studiích se seznámil se svou manželkou Cristinou Fernández, se kterou odešel po ukončení studia do Río Gallegos a společně se zde věnovali právnické praxi.

## Politická kariéra
Kirchner byl od mládí aktivní v politice. Stal se členem Justicialistické strany podobně jako jeho žena Cristina Fernández. Po pádu argentinské vojenské diktatury v roce 1983 se Kirchner stal úředníkem v prozatímní vládě a následně byl nakrátko ve vedení fondu pro sociální otázky, odkud ale odešel pro spory o financování fondu.
V roce 1987 se N. Kirchner stal starostou města Río Gallegos za Justicialistickou stranu. V roce 1991 potom úspěšně kandidoval na post guvernéra provincie Santa Cruz. Ve funkci guvernéra Santa Cruz (1991–2003) byl Kirchner v některých oblastech velmi úspěšný. Jednalo se především o zlepšení ekonomické situace provincie, jež byla doposud zcela závislá na těžbě ropy. Kirchnerovi se podařilo stabilizovat místní finance, stimulovat produktivitu, pracovní trh a dosáhnout zlepšení v sociální oblasti.
Kirchnerova politická linie je charakterizována umírněným středolevým justicialismem. Kirchner se tak ocitl v opozici k neoliberální politice, kterou prosazovala vlády prezidenta Carlose Saúla Menema. Na druhou stranu Kirchner odmítal radikálně levicovou verzi justicialismu. V roce 1998, když Menem usiloval o znovuzvolení prezidentem, Kirchner se přidal k vnitrostranické opozici pod vedením Eduarda Duhaldeho.
Během roku 1999 se hospodářská situace se rychle zhoršovala a nakonec vykumulovala do ekonomické krize, která se dotkla mimo jiné finanční sféry a bankovnictví a vedla k vysoké nezaměstnanosti a poklesu HDP. Na vině byl mimo jiné nekontrolovaný veřejný dluh a neschopnost Argentiny splácet svoje zahraniční dluhy vůči MMF. Ekonomická krize přerostla do politické krize, doprovázené pouličními protesty a násilím. Prezident Fernando de la Rúa abdikoval a v této situaci se v úřadě prozatímního prezidenta vystřídali během několika dnů v prosinci 2001 celkem 4 politici. Konečně byl v lednu 2002 do funkce jmenován Kirchnerův politický spojenec a guvernér Buenos Aires Eduardo Duhalde. Na duben roku 2003 byly vyhlášeny volby, ve kterých se prezidentským kandidátem nově vytvořené Fronty za vítězství(Frente para la Victoria) stal Néstor Kirchner. Jeho protikandidátem byl bývalý prezident Carlos S. Menem. Kirchnerovi se nakonec podařilo zvítězit s 22,24 % vůči Menemově 19,48 %. Druhé kolo prezidentské volby se nekonalo, jelikož Menem z něj odstoupil.

## Prezidentem Argentiny 2003–2007
Kirchner převzal zemi, která se ocitala stále v hluboké ekonomické a sociální krizi. K jeho zvolení prezidentem napomohla skutečnost, že byl málo známý a nebyl spojován s kritizovaným stylem vládnutí Justicialistické strany jeho předchůdců ani s přímou odpovědností za krizi. Názorově se Kirchner přiklonil ke středově-levicové či sociálně-demokratické politické linii, která ostře kritizovala neoliberalismus a politiky Washingtonského konsenzu. Kirchnerova vláda měla kontinuitu s vládou prozatímního prezidenta Duhaldeho, především v oblasti hospodářské politiky, kde post ministra financí zastával v obou případech Roberto Lavagna.Jejich snahou se stala postupná restrukturalizace argentinského zahraničního dluhu a řešení sociální otázky. V prosinci 2005 vyhlásil prezident Kirchner v koordinaci s Brazílii likvidaci dluhu a splacení 9 820 miliard amerických dolarů v jedné splátce. Za toto rozhodnutí byl Kirchner kritizován jak doma, tak i v zahraničí.
Vnitropoliticky se Kirchner například zaměřil na změnu ve složení Nejvyššího soudu, ve kterém v době jeho zvolení převládali pravicově smýšlející či konzervativní soudci. Postupně dosáhl toho, že v soudu zasedli jemu bližší soudci. Kirchner také odmítl smířlivou politiku vůči aktérům vojenské diktatury. V době jeho prezidentství byla před soud postavena řada bývalých generálů, admirálů a důstojníků, spojených s násilnostmi v době tzv. Špinavé války (Guerra Sucia).
Zahraniční politika N. Kirchnera odvedla Argentinu od dosavadní orientace na USA. Těžištěm jeho zájmu se stala především spolupráce v rámci Mercosuru a podpora spolupráce v rámci Jižní Ameriky. Jeho ideologické zakotvení ho přiblížilo k jiným jihoamerickým lídrům jako je Hugo Chávez ve Venezuele nebo Luiz Inácio Lula da Silva v Brazílii.
V červenci roku 2007 Kirchner ohlásil, že nebude znovu kandidovat na funkci prezidenta. Jeho volební koalice Fronta za vítězství pak kandidovala jeho manželku Cristinu Fernández de Kirchner, která se stala prezidentkou Argentiny na konci roku 2007.
Kirchner byl poslancem Fronty za vítězství v argentinském parlamentu a zůstával velmi vlivným argentinským politikem. V parlamentních volbách v roce 2009 však jeho frakce utrpěla volební neúspěch, když ztratila celkem 19 míst v dolní sněmovně a 4 místa v horní sněmovně argentinského parlamentu, v důsledku čehož N. Kirchner rezignoval na nejvyšší stranickou funkci v Justicialistické straně. Tyto volby byly všeobecně považovány za referendum o politickém stylu Kirchnera a jeho manželky Cristiny Fernández. Volby vedly ke ztrátě parlamentní většiny.
Kritici Néstora Kirchnera vedle ideologicky inspirovaných kritik hovoří o Kirchnerově příliš častém využívání prezidentských dekretů a koncentrování výkonné moci a dále kritizují Kirchnerův personalistický styl politiky a populismus. Jeho vládu také doprovázelo několik skandálů spojených s podezřením z úplatků.
Měla po něm být pojmenována přehrada Néstora Kirchnera stavěná na řece Santa Cruz.

## Vyznamenání
- velkokříž Řádu nizozemského lva – Nizozemsko, 30. března 2006
- velkokříž s řetězem Řádu osvoboditele – Venezuela, 2006 – udělil prezident Hugo Chávez[6]